# Andrea Bártfaiová-Magerová
Andrea Bártfaiová-Magerová, maďarsky Bártfai-Mager Andrea, (* 24. května 1966) je maďarská ekonomka, politička a státní úřednice. Od května 2018 do května 2022 vykonávala post ministryně bez portfeje pro správu národního majetku ve čtvrté vládě Viktora Orbána.

## Biografie
Mezi lety 1985 a 1986 studovala na moskevském Institutu mezinárodních vztahů, poté na Budapesti Közgazdaságtudományi Egyetem (dnes Budapesti Corvinus Egyetem). Postgraduální studium dokončila v oboru finanční management a bankovní vztahy.
V letech 2001 a 2007 pracovala pro Maďarskou národní banku, v období od roku 2007 až 2010 byla členkou rady úřadu pro hospodářskou soutěž Gazdasági Versenyhivatal.
Dne 21. března 2011 byla zvolena členkou monetární rady Maďarské národní banky. Z tohoto postu odstoupila 6. června 2016.
Po parlamentních volbách 2018 se podle tiskových zpráv měla stát ministryní pro inovace a rozvoj v tehdy vznikající čtvrté vládě Viktora Orbána, nakonec se dne 18. května 2018 stala ministryní bez portfeje pro správu národního majetku.

## Soukromý život
Hovoří maďarsky a dále anglicky, italsky a rusky.
Je vdaná, manželem je právník a státní úředník Béla Bártfai.